# Productions de Boi-1da
Cet article présente la liste des productions musicales réalisées par Boi-1da.

## 2006

### Drake-Room for Improvement
- 04. "Do What You Do"
- 07. "City Is Mine"

### Nickelus F-How to Build a Buzz for Dummies
- 24. "Stop Think"

## 2007

### Drake-Comeback Season
- 05. "Replacement Girl" (feat. Trey Songz) (produit avec T-Minus)
- 11. "Don't U Have a Man" (feat. Dwele & Little Brother) (produit avec D10)
- 16. "Do What U Do (Remix)" (feat. Malice & Nickelus F)

## 2008

### Manafest-Citizens Activ
- 05. "Free"

### Point Blank-Point Blank
- 14. "Sensitive Thugs"

### Kardinal Offishall-Not 4 Sale
- 02. "Set It Off" (feat. Clipse)
- 05. "Gimme Some" (feat. The-Dream)
- 12. "Bring the Fire Out"
- 15. "Lighter!"

### Drake
- 00. "Look at the Ice" (feat. Nickelus F)

### G-Unit-Elephant in the Sand
- 04. "Red Light, Green Light"

### Page
- 00. "Still Fly" (feat. Drake)

## 2009

### Drake-So Far Gone mixtape
- 10. "Best I Ever Had"
  - Sample : "Fallin' in Love" by Hamilton, Joe Frank & Reynolds
- 12. "Uptown" (feat. Bun B & Lil Wayne) (produit avec Arthur McArthur)
  - Sample : "Uptown Girl" de Billy Joel

### Drake-So Far Gone EP
- 03. "Best I Ever Had"
  - Sample : "Fallin' in Love" by Hamilton, Joe Frank & Reynolds
- 04. "Uptown" (feat. Bun B & Lil Wayne) (produit avec Arthur McArthur)
  - Sample : "Uptown Girl" de Billy Joel

### Nickelus F-Heathen
- 00. "Woo Sah"

### August -Jazzfeezy Presents: Unveiling the Rapture
- 04. "Words Won't Do" (produit avec Jazzfeezy & T-Minus)
- 10. "Story to Tell" (feat. Burna, Red Shortz & Regular Robb) (produit avec Jazzfeezy)

### King Reign-Reign Music
- 03. "This Means War"

### Divers artistes - Bande originale du documentaire[More Than a Game
- 02. "Forever" (Drake feat. Kanye West, Lil Wayne & Eminem)

### Birdman-Priceless
- 08. "4 My Town (Play Ball)" (feat. Drake & Lil Wayne)
- 11. "Mo Milli" (feat. Bun B & Drake)
- 15. "Ball Till Ya Fall" (feat. Gucci Mane) (titre bonus Deluxe Edition)

### Eminem-Relapse: Refill
- 01. "Forever" (feat. Drake, Kanye West & Lil Wayne)

### Chip tha Ripper-The Cleveland Show
- 02. "Movie"

### Jahvon
- 00. "Class In Session"

## 2010

### Red Café
- 00. "I'm Ill" (feat. Fabolous)
- 00. "I'm Ill (Remix)" (feat. Ryan Leslie, Lloyd Banks & Claudette Ortiz)

### Rick Ross-The Albert Anastasia EP
- 04. "Money Maker"
  -  Sample : "Bring It Back" de Lil Wayne

### Drake-Thank Me Later
- 01. "Fireworks" (feat. Alicia Keys) (produit avec Noah "40" Shebib & Crada)
- 04. "Over" (Produced with Al-Khaaliq)
- 06. "Up All Night" (feat. Nicki Minaj) (produit avec Matthew Burnett)
- 09. "Unforgettable" (feat. Young Jeezy) (produit avec Noah "40" Shebib)
  - Sample  : "At Your Best (You Are Love)" d'Aaliyah
- 11. "Miss Me" (feat. Lil Wayne) (produit avec Noah "40" Shebib)
  - Sample : "Wild Flower" de Hank Crawford
- 16. "9AM in Dallas" (UK iTunes bonus track)

### Eminem-Recovery
- 07. "Not Afraid" (produit avec Eminem, Matthew Burnett & Jordan Evans)
- 08. "Seduction" (Produced with Matthew Burnett)

### Big Boi
- "Lookin' for Ya" (feat. André 3000 & Sleepy Brown)

### Stat Quo-Statlanta
- 06. "Catch Me" (produit avec Northern Profit)
- 12. "Penthouse Condo" (produit avec Mike Chav)

### Bun B-Trill O.G
- 04. "Put It Down" (feat. Drake)
- 16. "It's Been a Pleasure" (feat. Drake)

### Diggy Simmons-Airborne
- 06. "Super Hero Music" (feat. Raekwon)

### Das Racist-Sit Down, Man
- 04. "hahahaha jk?"

### Skeme -Pistols and Palm Trees
- 04. "Chuck Taylors"
- 09. "Til' I'm Gone" (feat. Kendrick Lamar)

### King Reign-Reign Music
- 03. "This Means War"

### Lil Wayne-I Am Not a Human Being
- 10. "Bill Gates" (produit avec Matthew Burnett)

### Rebstar-Arrival
- 13. "Dead or Alive"

### Pimp C-The Naked Soul of Sweet Jones
- 02. "What Up?" (feat. Bun B & Drake)

### Cassidy-C.A.S.H.
- 13. "Peace"

### Nickelus F-Commercials Mixtape
- 04. "Go Head"

### Lloyd Banks-H.F.M. 2 (Hunger for More 2)
- 17. "Where I'm At" (feat. Eminem) (produit avec Matthew Burnett) (iTunes bonus track)

### Flo Rida-Only One Flo (Part 1)
- 05. "21" (feat. Laza Morgan) (produit avec Ester Dean)

### Soulja Boy-The DeAndre Way
- 04. "Speakers Going Hammer"

### Keri Hilson-No Boys Allowed
- 01. "Buyou" (feat. J. Cole) (produit avec Matthew Burnett, Bei Maejor & Polow da Don)
- 10. "Gimme What I Want" (produit avec Matthew Burnett)
- 16. "Fearless" (titre bonus pour le Japon)

### Rick Ross-Ashes to Ashes
- 04. "Black Man's Dream" (feat. Ludacris)

## 2011

### Nicole Scherzinger-Killer Love
- 13. "Casualty" (production additionnelle par The Maven Boys)

### Tinie Tempah-Disc-Overy
- 06. "So Addicted" (feat. Bei Maejor) (produit avec Bei Maejor)

### Rebstar
- 00. "Good Life" (feat. Drake & Rock City)

### Big Sean-Finally Famous
- 15. "My House" (Produced with Arthur McArthur) (Deluxe Edition Bonus Track)
  - Sample  : "Ain't There Something Money Can't Buy" de Young-Holt Unlimited

### DJ Khaled-We the Best Forever
- 08. "Can't Stop" (feat. Birdman & T-Pain) (produit avec Matthew Burnett)
- 09. "Future" (feat. Ace Hood, Meek Mill, Big Sean, Wale & Vado)

### Game-Hoodmorning
- 05. "Monsters In My Head"

### Game-The R.E.D. Album
- 17. "All I Know" (produit avec Pebrocks & Big Kast)

## 2012

### Bow Wow-Underrated
- 00. "My Bitch" (feat. Nelly & Lil Wayne)

### Young Jeezy-Thug Motivation 103: Hustlerz Ambition
- 00. "Scared Money" (feat. Lil Wayne)
- 00. "TBA" (feat. Game)
- 02. "Talk 2 Me"

### King Reign-Reign Music Vol. 2
- 00. "Money" (feat. Saukrates & Kardinal Offishall)

### Drake-Take Care
- 03. "Headlines" (produit avec Noah "40" Shebib)

### Down with Webster-Time to Win, Vol. 2
- 02. "Professional"
- 07. "I Want It All"